# 安德烈斯埃洛伊布蘭科市 (拉臘州)

安德烈斯埃洛伊布蘭科市（西班牙語：Municipio Andrés Eloy Blanco），是委內瑞拉的一個市，位於該國西部拉臘州，首府設於薩納雷，面積708平方公里，2011年人口53,671，人口密度每平方公里75.81人。